# Munditia aupouria
Munditia aupouria är en snäckart som beskrevs av Powell 1937. Munditia aupouria ingår i släktet Munditia och familjen turbinsnäckor. Inga underarter finns listade i Catalogue of Life.